# リカルダ (小惑星)
リカルダ (879 Ricarda) は小惑星帯にある小惑星。マックス・ヴォルフがハイデルベルクのケーニッヒシュトゥール天文台で発見した。
ドイツの詩人リカルダ・フックに因んで名付けられた。